# 拿口镇
拿口镇，是中华人民共和国福建省南平市邵武市下辖的一个镇。

## 行政区划
拿口镇下辖以下地区：
拿口第一社区、拿口第二社区、三丰村、界竹村、扁竹村、庄上村、南溪村、册前村、肖坊村、山下村、竹前村、固住村、朱坊村、加尚村和池下村。